# Международное гляциологическое общество
Международное гляциологическое общество (англ. International Glaciological Society (IGS)) было образовано в 1936 году для акцентирования внимания людей, заинтересованных в гляциологии, практическом и научном исследовании и использовании снега и льда. IGS выпускает журнал о гляциологии, анналы гляциологии и сводку новостей лёд. Журнал о гляциологии выиграл номинацию Лучший журнал 2007 года по версии ALPSP.
Международное гляциологическое общество (IGS), согласно положениям своего Устава, ставит следующими целями: стимулирование интереса и поддержку исследований научных и технических проблем снега и льда во всех странах; содействие обмену гляциологическими идеями и данными; издание рецензируемых научных журналов Journal of Glaciology (с 1947 г.) и Annals of Glaciology (с 1980 г.), информационного бюллетеня ICE (с 1959 г.), а также монографий и специализированной литературы; организацию лекций, полевых исследований и симпозиумов (включая Международные гляциологические конференции, проводящиеся с 1936 г.); поддержку и наставничество молодых учёных через программы вроде «Ранней карьерной премии» (учреждена в 2012 г.). Деятельность общества направлена на развитие междисциплинарных исследований криосферы в соответствии с принципами научной строгости и международного сотрудничества.

## История
Основание организации связано с объединением двух научных групп: исследователей Арктики и Антарктики под руководством Джеймса Уорди и специалистов по изучению снега во главе с Джеральдом Селигманом. Первое собрание, позже признанное датой создания общества, состоялось 11 декабря 1936 года. Официально зарегистрированная как «Ассоциация по изучению снега и льда» (в документах часто именовалась «Обществом»), группа провела первое официальное заседание 23 апреля 1937 года в Королевском географическом обществе. Селигман был избран председателем, Уорди — заместителем. Устав, принятый в июле 1937 года, закрепил структуру. Деятельность ассоциации прервалась в годы Второй мировой войны.
После возобновления работы в 1945 году организация сменила название на «Британское гляциологическое общество» (решение утверждено 16 июля 1945 года). С 1946 года началась публикационная программа, включавшая журнал «Гляциология» с международным редакционным составом. Для продвижения целей общества за рубежом в 1950-х годах ввели должности «местных зарубежных представителей». Интернационализация усилилась после рекомендаций Уорди и Селигмана о толерантной позиции, что способствовало признанию, в том числе со стороны США.
12 июля 1961 года руководящий комитет единогласно утвердил переименование в «Гляциологическое общество», а 6 января 1962 года новый устав вступил в силу. На 25-летие общества в январе 1962 года реформы отметили праздничным мероприятием в колледже Св. Иоанна. Окончательный переход к глобальному статусу произошёл в 1969 году с избранием первого небританского президента — Уолтера Шитта. С 1971 года ежегодные собрания стали проводить за пределами Великобритании (первое — в Москве), завершив формирование «Международного гляциологического общества».

## Региональные подразделения
Международное гляциологическое общество объединяет региональные филиалы, созданные для обмена научной информацией и координации исследований. К старейшим отделениям относятся Северо-восточный североамериканский филиал (основан в 1966 году) и Северный филиал (утверждён 19 апреля 1972 года). Последний объединяет исследователей из Дании, Финляндии, Исландии, Норвегии и Швеции. Его первое заседание состоялось 22–24 сентября 1972 года в Стокгольмском университете под руководством профессора Вальтера Шитта. В 1994 году деятельность филиала возобновилась после периода затишья.
Северо-западный филиал (США и Канада) с 1960-х годов организует неформальные встречи в университетах Портленда, Сиэтла, Ванкувера и Фэрбенкса. Ежегодные собрания проходят с 2017 года, включая виртуальные форматы (2020–2021). Отделение на Среднем Западе США и Польский филиал дополняют сеть региональных представительств. Новозеландский филиал завершает географию охвата IGS, способствуя глобальному изучению криосферы.
Совет IGS утвердил Андский филиал 21 октября 2024 года по инициативе чилийских и аргентинских гляциологов. Он ориентирован на изучение ледников Анд и открыт для международных исследователей. Индийский филиал, одобренный 23 марта 2024 года, подробно описан в журнале ICE (выпуски 189/190 за 2022 год, с. 4–6). Британский филиал, созданный 23 марта 2024 года, проводит ежегодные встречи в университетах Великобритании. С 2001 года на них вручается студенческая премия имени Джона Глена.